# 能勢雄一
能勢 雄一（のせ ゆういち、1971年12月7日 - ）は、東京都板橋区出身の照明デザイナー、エアレース解説者。
照明機材制作、照明機材レンタル、照明コーディネート、照明技師、撮影照明に関する業務の全てを行う。サイパンコーディネートや多くのCM実践セミナーの企画・プロデュースもする一方、エアレースの解説者としても活躍している。
アジア人初のレッドブルエアレーサーでもある室屋義秀選手とも親交が深い。

## 来歴
1992年　黒澤フィルムスタジオ入社。スタジオマン、サイパンロケーションコーディネーターを経て独立
2004年　Ateam株式会社を設立。CMの現場で様々なポジションをこなし、また機材検証などを多く行う
2015年　NHK「エアレース世界選手権2015」の解説者に抜擢

## 作品
- 私の部下は50歳（照明）

## 出演
- NHK「エアレース世界選手権2015」
- NHK「おはよう日本」2015.05.16